# Quenya
Quenya (wym. ['kʷɛnʲa]), także język quenejski, Wysoka Mowa (qya. tarquesta), Starodawna Mowa, język eldariński, elfia łacina – sztuczny język opracowany przez J.R.R. Tolkiena.
Rozwój quenyi przebiega od etapu prajęzyka wspólnego dla wszystkich języków elfów ze stworzonej przez Tolkiena mitologii Śródziemia do etapu osadzonego w czasie akcji Władcy Pierścieni. Quenya cechuje się złożoną morfologią, zawierającą zarówno cechy fleksyjne, jak i aglutynacyjne. W dużej mierze opiera się na wykorzystaniu zrostków; używa także przegłosu. W quenyi występuje bogata deklinacja i syntetyczna koniugacja. Liczba przypadków zmieniała się w ciągu tworzenia quenyi przez Tolkiena. Słownictwo było tworzone niezależnie od słownictwa znanych autorowi języków naturalnych – było raczej związane ze słownictwem innych języków Śródziemia.
Jak sam Tolkien podkreślał, to Śródziemie zostało powołane do życia, by uzasadnić ewolucję i „ożywić” język quenejski.

Kiedy mówię, że moja długa książka jest próbą stworzenia świata, w którym forma języka miła mojemu osobistemu poczuciu estetyki mogłaby się wydawać rzeczywista, nikt mi nie wierzy. Ale to prawda. (…) stworzenie sytuacji, w której powszechnie pozdrawiano by się słowami elen síla lúmenn’ omentielmo, wymagało pewnego wysiłku (…) to sformułowanie powstało na długo przed napisaniem książki.

Pisarz nie zaczął od stworzenia planu powieści. Zamiast tego próbował „stworzyć sytuację, w której elen síla lúmenn’ omentielmo byłoby zwyczajnym pozdrowieniem”. Krytycy literaccy mogą mu nie wierzyć, ale filolodzy (…) powinni być mądrzejsi.

Pisarz uważał, że tło w postaci historii, poezji oraz pieśni daje Starodawnej Mowie przewagę nad innymi sztucznymi językami.
Tolkien rozpoczął prace nad tworzeniem quenyi najpóźniej w roku 1915. Gramatyka i słownictwo były stopniowo rozwijane w ciągu życia autora, natomiast pewna stabilizacja nastąpiła po opublikowaniu Władcy Pierścieni w latach 1954–1955. W pracy nad tym językiem Tolkien inspirował się głównie językiem fińskim, a także łaciną i greką.
W mitologii Śródziemia quenyą posługiwali się Vanyarowie i Ñoldorowie mieszkający w Amanie. Na kontynencie Śródziemia quenya miała zabrzmieć po Ucieczce Ñoldorów z Amanu. Tam – według mitologii – niedługo potem przestała funkcjonować jako język używany na co dzień, a przetrwała wśród Ñoldorów oraz Edainów jako język kultury elitarnej.
Do zapisu quenyi używa się alfabetu łacińskiego oraz opracowanych przez Tolkiena na potrzeby Wysokiej Mowy: tengwaru i sarati.

## Historia
Jak inne języki opracowane przez Tolkiena, a „ożywione” w mitologii Śródziemia, quenya ma dwie osie rozwoju: historię „zewnętrzną”, opisującą zmiany koncepcji przyjmowanych w ciągu życia Tolkiena, oraz historię „wewnętrzną”, opisującą gramatykę historyczną języka w fikcyjnym świecie, w którym język ten miał być używany.

### Historia zewnętrzna
Około roku 1910–1911 J.R.R. Tolkien zaczął tworzyć pierwszy „język elfów”, kiedy uczęszczał do King Edward's School w Birmingham. Znał wtedy język grecki, łacinę, język hiszpański oraz kilka wymarłych języków germańskich, m.in. gocki, staronordyjski i staroangielski. Opracował także kilka szyfrów i 2–3 języki sztuczne. Kiedy około roku 1912, będąc studentem oksfordzkiego Exeter College, przygotowywał się do egzaminu, znalazł w bibliotece Exeter College opis gramatyki języka fińskiego.

Było to jak odkrycie piwnicy pełnej butelek wspaniałego wina nieznanego wcześniej gatunku i smaku. Zupełnie mnie to oszołomiło

Pod wpływem lektury zrezygnował z opracowania „niezapisanego” języka germańskiego i postanowił stworzyć podobny w wymowie i strukturze do fińskiego. Tworzenie quenyi rozpoczął przed końcem roku 1915. Ówczesna pisownia nazwy tego języka – qenya – występowała do połowy lat 40. Początkowo germańskie tło quenyi było wyraźnie widoczne. Qenya różniła się od rozwiniętej quenyi historią wewnętrzną, słownictwem i gramatyką opisaną w Qenyaqetsa, m.in. w późniejszej fazie biernik otrzymał inną formę, Tolkien zrezygnował też z grup spółgłosek w wygłosie. Dimitra Fimi, badaczka twórczości Tolkiena, stwierdza, że qenya w postaci opisanej w Qenyaqetsa była mistycznym językiem, Leksykon zawiera pewną liczbę słów o czysto chrześcijańskich konotacjach, jak np. anatarwesta „ukrzyżowanie” czy evandilyon „ewangelia”, które nie pojawiają się w quenyi.
Następnie Tolkien przeniósł pewną liczbę słów wprost fińskich. Później zmniejszył wagę fińskich cech, eliminując oczywiste zapożyczenia i podkreślając wpływ łaciny (szczególnie łacińskiej ortografii) i greki klasycznej. W ten sposób aglutynacja ustąpiła miejsca cechom języka syntetycznego i fleksyjnego. Wzorując się prawdopodobnie na grece, Tolkien zaczerpnął koncepcję dyglosji quenyi – Parmaquesta (qya. „języka książkowego”, „języka książek”). Fonologia quenyi zachowała cechy inspirowane językiem fińskim, jednak niełatwe do rozpoznania.

Składniki quenyi są zróżnicowane, lecz ułożone w samodzielny twór niekoniecznie przypominający dowolny ze znanych mi języków. Bardzo istotny wkład w rozwój quenyi miał język fiński, z którym zapoznałem się gdy zacząłem tworzyć mitologię, lecz jego znaczenie w późniejszych pracach nad quenyą znacznie osłabło. Przetrwał w kilku elementach, m.in.: w braku grup spółgłoskowych w nagłosie, braku samodzielnie występujących b, d, g (oprócz dość częstych grup mb, nd, ng, ld, rd), w często stosowanych końcowych -inen, -ainen, -oinen, w końcówkach fleksyjnych -sse (miejscownika) i -nna (allatywu); formy dzierżawcze są także wyrażane przyrostkami, nie istnieje rodzaj gramatyczny.

Tolkien nigdy nie zamierzał nadać quenyi charakteru języka pomocniczego, chociaż opowiadał się za ideą wykorzystania esperanto do tej roli. Poprzez opracowanie quenyi chciał osiągnąć cel estetyczny i ten impuls skłonił go do stworzenia „mitologii”. W miarę opracowywania quenyi postanowił, że język potrzebuje osób posługujących się nim, ich historii i mitologii, co miało nadać językowi „indywidualny smak”. W ten sposób począwszy od quenyi rozwinęło się językowe tło mitologii Śródziemia. Tolkien napisał:

Chciałem tego dokonać dla własnej satysfakcji, bez większej nadziei, że dzieło moje zainteresuje innych ludzi, tym bardziej że początkowo miało ono charakter studium lingwistycznego; podjąłem je, żeby zebrać materiał niezbędny do odtworzenia „historii” języków elfów.

Ta kolejność – opracowania języka jako pierwszego, a następnie dodania tła dla osadzenia fikcyjnych użytkowników – została nazwana unikatową. Fimi podaje, że rozwijanie quenyi miało być początkowo poszukiwaniem idealnego języka w celu dopasowania elementów estetycznych i moralnych będących częścią tworzenia „mitologii dla Anglii”. Fimi dowodzi, że Tolkien celowo użył fonosemantyki, by zunifikować brzmienie i znaczenie oraz po to, by język jawił się jako idealny, możliwy do używania w utopijnym kraju elfów z Valinoru.
Tolkien projektował rozwój quenyi według ówcześnie dominujących metod językoznawstwa historycznego, uwzględniając różne sposoby klasyfikacji języków. Tworzył równolegle niezależne języki elfickie, które – według historii „wewnętrznej” – miały wyrastać wraz z quenyą z jednego pnia. Najbardziej rozwiniętym z nich – poza quenyą – był język gnomów, który po wielu zmianach wystąpił w mitologii Śródziemia pod nazwą sindarin.
Tolkien nigdy nie przestał rozwijać swoich języków. Gramatyka i słownictwo quenyi były stale zmieniane, co jest widoczne przy porównywaniu różnych stadiów rozwoju: quenya z lat 30., którą zostały napisane wiersze z eseju A Secret Vice, odróżnia się od tej późniejszej, znanej z Władcy Pierścieni czy Silmarillionu (1954–1973). Niemniej jednak quenya pozostała w centralnym miejscu lingwistycznego świata i jej łagodny rozwój dokonywał się do śmierci autora w 1973 roku – w przeciwieństwie do sindarinu, który był kilkakrotnie fundamentalnie zmieniany.

### Koncepcje „wewnętrznych” początków quenyi
Na początku lat 30. Tolkien napisał, że prajęzykiem elfów był valarin, język Valarów:

Języki elfów wyodrębniły się z valarinu, który elfowie zmieniali na etapie uczenia się, a ponadto modyfikowali go i wzbogacali stale według własnego uznania.

Tolkien przedstawił mechanizmy zmian w „Tabelach porównawczych” dla następujących pierwotnych języków elfickich, pochodnych względem valarinu (pisownia oryginalna): Qenya, Lindarin (dialekt qenyi), Telerin, Old Noldorin (Fëanorian), Noldorin (Gondolinian), Ilkorin (używany w Doriath), Danian of Ossiriand, East Danian, Taliska, West Lemberin, North Lemberin i East Lemberin. W tych prajęzykach elfów Tolkien umieścił system pięciu spółgłosek zwartych z języka praindoeuropejskiego: jedną wargową, jedną przedniojęzykową, trzy miękkopodniebienne (palatalizowaną, czystą i labializowaną). Poniższa tabela przedstawia wybrane „podstawowe kombinacje inicjalne”.
| Valarin | Qenya         | Lindarin | Telerin |
| ------- | ------------- | -------- | ------- |
| mb      | m, umb        | m, umb   | m, emb  |
| nd      | n, and        | n, and   | n, end  |
| ŋgj     | ny, indy, iny | ñ, ind   | g, ang  |
| ŋg      | ŋ → n, ing    | n, ing   | ŋg, eng |
| ŋgw     | ŋw → nw, ungw | m, ungw  | m, emb  |

Inną cechą quenyi przejętą z historycznych języków naturalnych (greka, sanskryt, staroangielski) jest liczba podwójna używana obok pojedynczej i mnogiej. Tolkien mógł zastosować liczbę podwójną w celu wzmocnienia wrażenia „archaiczności” quenyi jako starego języka elfów.
Około dziesięć lat później Tolkien zmienił zdanie co do pochodzenia prajęzyka elfów. Zamiast uczyć się mowy od Valarów, elfowie wypracowali osobny język, Quenderin, który stał się punktem wyjścia w historii rodziny języków elfów. W tym języku pisarz zachował wiele cech uprzednio przewidzianych dla valarinu. Rodzina języków elfów zawierała wtedy quenyę, telerin, sindarin i nandorin. Tak przedstawiała się nowa wersja ewolucji „podstawowych kombinacji inicjalnych”:
1. mb- → m, np. *mbar- → qya. már, „mieszkanie”
2. nd- → n, np. *ndōrē → qya. nóre „kraj”.
3. ñg- → ñ, np. *ñgolodō → qya. Ñoldo.
4. ñgy → ny, np. *ñgyar- → qya. nyare „recytuje”.
5. ñgw → ñw, np. *ñgwar- → qya. ñware (wym. ˈŋʷärɛ) „wyciera się”[22].

Tak więc w quenyi doszło do nazalizacji, w Telerinie natomiast ww. kombinacje przeszły w b, d i g.

### Historia wewnętrzna
W mitologii Śródziemia quenya jest językiem mieszkających w Amanie dwóch szczepów Eldarów: Vanyarów i Ñoldorów. Obydwa wykształciły własne dialekty quenyi. Wchodzący w skład trzeciego szczepu Eldarów, Teleri, podzielili się na tych, którzy zamieszkali w Amanie (posługiwali się oni odrębnym językiem, blisko spokrewnionym z quenyą, telerinem) oraz tych, którzy zostali w Śródziemiu (ich język to sindarin).
Quenya pochodziła z języka wspólnoeldarińskiego, używanego przez wszystkich Eldarów w czasach Wielkiej Wędrówki. Ten z kolei wyewoluował z pierwotnego języka elfickiego, pierwszej mowy elfów, którzy przebudzili się nad jeziorem Cuiviénen.

Historia języków Elfów.

Gdy większa część Ñoldorów opuściła Aman i zamieszkała w Beleriandzie, rozpowszechniła quenyę w Śródziemiu, gdzie rozwinęły się nowe dialekty. Jednak tam około roku 70 Pierwszej Ery Thingol, król Sindarów, dowiedział się o Bratobójstwie w Alqualondë i zakazał swoim poddanym posługiwania się Wysoką Mową pod groźbą zaliczenia do grona Ñoldorów, odpowiedzialnych za śmierć Telerich. Od tego momentu sindarin, język rdzennie beleriandzki, używany przez większą liczbę elfów, wyparł quenyę w codziennym użytku; tym bardziej, że dwadzieścia lat po przybyciu Ñoldorów do Śródziemia (w 21 roku Pierwszej Ery), w czasie obchodów Mereth Adertad, Uczty Pojednania, wielu z nich posługiwało się już sindarinem. Wyjątek stanowili ñoldorscy dostojnicy, rozmawiający między sobą w quenyi. Mowa Ñoldorów przetrwała więc jako język kultury elitarnej, język ceremonialny, nieprzyswajany w dzieciństwie, głównie pisany, język nauki i poezji. Tym samym zyskała status analogiczny do łaciny w Europie.
Po pewnym czasie do Beleriandu ze wschodu dotarli Edainowie i nawiązali przyjazne stosunki z Eldarami, od których przejęli wiedzę i elementy kultury, m.in. znajomość quenyi. Na przełomie Pierwszej i Drugiej Ery Edainowie otrzymali wyspę, na której założyli królestwo Númenoru. Większość jego mieszkańców, oprócz uczonych i członków starych szlachetnych rodzin, nie znała quenyi. W tym języku nie porozumiewano się w mowie (taki status wśród númenorejskiej szlachty miał sindarin). Starodawnej Mowy używano jedynie na piśmie: spisywano najważniejsze dokumenty, tworzono niektóre teksty naukowe i nazwy geograficzne (te ostatnie miały jednocześnie swoje nazwy adûnaickie lub sindarińskie). Ponadto członkom rodziny królewskiej nadawano imiona w Wysokiej Mowie. Historia upadku Númenoru traktuje m.in. o powolnym odchodzeniu od kultury Eldarów i zarzucaniu używania quenyi oraz sindarinu. Po upadku Númenoru (także qya. Atalantë, Zatopiony) posługiwanie się quenyą kontynuowali Elendili, którzy założyli królestwa Gondoru i Arnoru, przykładem tego jest zdanie wygłoszone przez Aragorna w czasie jego koronacji na króla Gondoru.
Według koncepcji sprzed opublikowania Władcy Pierścieni quenya była tylko językiem pierwszego szczepu Eldarów, pełniącym rolę lingua franca, natomiast Ñoldorowie mieli własny język, ñoldorin, który w Beleriandzie stracił znaczenie. Później Tolkien zmienił zdanie: przerobiony ñoldorin przypisał Sindarom i nazwał sindarinem. Nazwa ñoldorin przetrwała na oznaczenie ñoldorskiego dialektu quenyi.

## Nazewnictwo
Quenya występuje w dziełach J.R.R. Tolkiena pod wieloma nazwami. Samo słowo quenya jest endonimem od przymiotnika oznaczającego elficki (w kontekście: mowa ukształtowana wśród elfów w Amanie). Pochodzi z dialektu ñoldorskiego – w dialekcie vanyarskim nazwa tego języka brzmi quendya.
Język ten jest nazywany także egzonimami z innych języków opracowanych przez Tolkiena: Goldórin lub Goldolambe w telerinie (znaczące odpowiednio ñoldorin i język Ñoldorów, ponieważ Teleri z Amanu utrzymywali bliższe stosunki z Ñoldorami, niż Vanyarami), Nimriyê w języku adûnaickim (co znaczy język elfów), Cweneglin lub Cwedhrin w języku gnomów, pierwotnej wersji sindarinu z lat 1915–1920.
Tolkien odnosił się do quenyi jako języka kultury i ceremonii i określał ją mianami tarquesta (qya. Wysoka Mowa, Szlachetna Mowa) i parmalambë (qya. język książkowy, język książek), a także po angielsku High Elven, High Elvish czy Elf-Latin, Elven-Latin (ang. elfia, elficka łacina).
We Władcy Pierścieni mało precyzyjna nazwa język elfów odnosi się raczej do sindarinu, pełniącego rolę lingua franca wśród elfów zamieszkujących w Trzeciej Erze Śródziemie.
Rzadziej spotykane angielskie nazwy odnoszą się do fikcyjnych nazw geograficznych z mitologii Śródziemia: Valinorean (język Valinoru), Avallonian (język z Avallónë), Eressean (język z Tol Eressëi).

## Dialekty i rejestry
Od początku opracowywania quenyi Tolkien założył, że utworzy kilka dialektów i rejestrów języka; ten pomysł przetrwał w ciągu całej historii „zewnętrznej” quenyi, natomiast autor zmieniał podziały dialektów i rejestrów, co ściśle wiązało się ze zmianami wnoszonymi do lingwistycznego scenariusza mitologii Śródziemia. Praktycznie jednak Tolkien ledwie zbliżał się do użycia dialektów, stosując je tylko jako odmiany uśrednionej quenyi.
Ostatecznie można opisać trzy do czterech form quenyi:
- vanyarin jako dialekt Vanyarów w Valinorze,
- ñoldorin jako dialekt Ñoldorów, odróżniający się od vanyarinu głównie fonetycznie, używany najpierw wyłącznie w Valinorze, następnie także w Śródziemiu, gdzie utracił status mowy potocznej, a utrwalił się jako język kultury[41] – w tym dialekcie został ułożony wiersz Namárië[42] i większość tekstów, które nie zostały wyraźnie przyporządkowane do jednej z form,
- quenya klasyczna lub książkowa (ang. Classical lub Book Quenya) była pisaną, bardziej sztywną formą quenyi, recypowaną przez Dúnedainów[41].

## Źródła

### Rodzaje źródeł
Niepublikowane wcześniej teksty lingwistyczne Tolkiena, w tym dotyczące gramatyki i słownictwa quenyi, są wydawane w dwóch czasopismach poświęconych wyłącznie tematyce języków Tolkiena: Parma Eldalamberon (od numeru 11., 1995) i Vinyar Tengwar (od numeru 39., czerwiec 1998). Wśród tych publikacji znalazły się ważne teksty dotyczące gramatyki, wspomniane przez Christophera Tolkiena w Historii Śródziemia i opisane jako prawie niemożliwe do rozczytania lub całkowicie niezrozumiałe.
Spośród źródeł poznania quenyi mnogą część stanowią wiersze: trzy zawarte w eseju A Secret Vice (Nieninque, Earendel, Oilima Markirya – ostatni w trzech wersjach), Namárië śpiewany przez Galadrielę w II księdze Władcy Pierścieni, Fíriel’s Song opublikowany w The Lost Road, czy Narqelion w 40. numerze Vinyar Tengwar. Proza to m.in. tłumaczenia modlitw katolickich, tekst Sí qente Feanor z 15. numeru Parma Eldalamberon i wypowiedź Ciriona w Niedokończonych opowieściach.
Quenya została także opisana w esejach, m.in. w Lhammas (poświęconym historii wewnętrznej języków mitologii Śródziemia według koncepcji z końca lat 30.), w pochodzącym także z tego okresu Etymologies (leksykonie etymologii języków elfickich), w Quendi and Eldar (rozważaniach onomastycznych zawierających liczne komentarze ogólne) oraz w Words, Phrases and Passages in The Lord of the Rings (o ewolucji języków występujących we Władcy Pierścieni, także zawierającym liczne dygresje).

### Przykład tekstu

Przytoczony tekst zapisany tengwarem

Et Eärello Endorenna utúlien. Sinome maruvan ar Hildinyar tenn’ Ambar-metta!
Zza Wielkiego Morza przybyłem do Śródziemia. Tu pozostanę i tu żyć będą potomkowie moi aż do końca świata.

Cytat ten pochodzi z Powrotu króla, księgi VI, rozdziału 5. Aragorn w czasie koronacji na króla Gondoru powtórzył słowa, które miał wypowiedzieć Elendil, gdy dotarł do Śródziemia po upadku Númenoru.

### Przykłady nazw własnych
W onomastyce mitologii Śródziemia quenejskie nazwy własne są związane z Amanem i Númenorem. Są to zarówno złożenia, nazwy pochodne, zestawienia, jak i leksemy.
Leksemy: Vairë „Tkaczka”, hrívë „zima”, rokko „koń”, Varda „wyniosła”, telco „trzon” (litery w tengwarze), yavë „owoc”, Voronwë „nieugięty”, lassë „liść”, alda „drzewo”, rómen „wschód”.
Nazwy pochodne: Ancalimë od ancalima „bardzo jasna”, „najjaśniejsza”, Curumo od curu „zręczność”, „umiejętność”, Olórin od olos, olor „wizja”, „fantazja”, Elenna „ku gwiazdom”, allatyw od elen- „gwiazda”, Aldaron „pan lasów” od alda „drzewo”, Súlimo „tchnący” od súl- „wiatr”.
Złożenia: Eldamar „dom elfów”, Ilúvatar „ojciec wszystkiego”, Ondolindë „Skała Muzyki Wód”, Laurelin „Pieśń Złota”, Elentirmo „Obserwator Gwiazd”, Eruhantalë „Dziękczynienie Eru”, Númellótë „Kwiat Zachodu”, Herunúmen „Władca Zachodu”, lasselanta „opadanie liści”, „szaruga jesienna”, palantír „patrzący daleko”, Valacirca „Sierp Valarów”.
Zestawienia: Mindon Eldaliéva „strzelista wieża ludu elfów”, Quenta Silmarillion „historia Silmarili”.

## Wymowa i pisownia

### Spółgłoski
W poniższej tabeli przedstawiono spółgłoski występujące w quenyi. Odpowiadające im litery alfabetu łacińskiego, używane do zapisania quenyi, zamieszczono w nawiasach.
|             | Wargowe     | Zębowe      | Przednio- językowo- dziąsłowe | Podniebienne    | Miękko- podniebienne | Labiowelarne       | Krtaniowe |
| ----------- | ----------- | ----------- | ----------------------------- | --------------- | -------------------- | ------------------ | --------- |
| Nosowe      | m (m)       | n (n)       | n (n)                         | nʲ (ny)         | ŋ (ñ)                | ŋʷ (ñw)            |           |
| Zwarte      | p (p) b (b) | t (t) d (d) | t (t) d (d)                   | tʲ (ty) dʲ (dy) | k (c, k) ɡ (g)       | kʷ (qu, q) gʷ (gw) |           |
| Szczelinowe | f (f) v (v) | θ (th, þ)   | s (s) z (z)                   | ç (hy, h) j (y) | x (h)                | ʍ (hw) w (w)       | h (h)     |
| Drżące      |             |             | r̥ hr r (r)                    |                 |                      |                    |           |
| Boczne      |             |             | l̥ hl l (l)                    |                 |                      |                    |           |

Spółgłoski p, t, c, f, s, m, n, l oraz r występują w geminatach, które w zapisie alfabetem łacińskim oddaje się przez podwojenie odpowiedniej litery.
Pondto quenya stosuje restrykcyjne zasady fonotaktyczne odnośnie do spółgłosek:
- grupy spółgłosek nie występują w nagłosie, gdzie może pojawić się wyłącznie samogłoska lub pojedyncza spółgłoska;
- w wygłosie występują jedynie -t, -n, -s, -l, -r oraz grupa -nt[g];
- spółgłoski ñw i ñ występują samodzielnie jedynie w nagłosie; w śródgłosie następuje po nich zawsze spółgłoska zwarta miękkopodniebienna lub labiowelarna (grupy zapisywane nc, ng, nqu i ngw);
- spółgłoski zwarte dźwięczne występują wyłącznie w śródgłosie, w (skądinąd częstych) kombinacjach mb, nd, ld, rd, ndy, ng, ngw oraz w lb alternatywnej wobec lv;
- pozostałe grupy spółgłosek występujące w śródgłosie są nieliczne:
  1. ze spółgłoską nosową: mp, nt, nty, nc, nqu, mn, ns;
  2. ze spółgłoską płynną: lp, lt, lty, lc, lqu, lm, lv, lz, ly, lw, rp, rt, rty, rc, rqu, rm, rn, rþ / rs, rv, ry, rw;
  3. ze spółgłoską zwartą lub szczelinową: sp, st, sty, sc, squ, pt, ht[h], hty, ps, ts, x (znak ten odpowiada często zapisywanej wprost grupie ks);
  4. spółgłoski zębowe z w: tw, þw / sw, nw;
- inne grupy spółgłosek pojawiają się w złożeniach i zrostach między przyrostkiem a rdzeniem.

Dialekt Ñoldorów odróżnił się fonetycznie od dialektu Vanyarów poprzez zaniknięcie niektórych dźwięków: z zostało zastąpione przez r, þ – przez s (z wyjątkiem domu Fëanora), a ndy zostało uproszczone do ny (co jest widoczne w nazwie języka). Ponadto w dialekcie Vanyarów f było dwuwargowe ([ɸ]), a d mogło występować samodzielnie w śródgłosie.
W języku Ñoldorów na wygnaniu zaszły dalsze zmiany dotyczące spółgłosek w nagłosie: w- przeszło w v-, dwie wartości [x] i [h] w h- uprościły się do [h]. W Trzeciej Erze ñ- (więc także ñw-) zostały zastąpione przez n- i nw-, a hl i prawdopodobnie hr udźwięczniły się do l i r.

### Samogłoski
W quenyi jest dziesięć samogłosek, rozróżnionych według iloczasu na dwie równe grupy; w zapisie alfabetem łacińskim samogłoski długie oznacza się dodaniem akcentu ostrego.
Istnieje także sześć dyftongów. Wszystkie są zstępujące – akcentowane na pierwszy element, drugi jest niezgłoskotwórczy. Tylko w Trzeciej Erze iu stało się dyftongiem wstępującym. Inne zestawienia samogłosek tworzą rozziew.
|                | Monoftongi | Monoftongi | Monoftongi | Monoftongi | Monoftongi | Monoftongi | Dyftongi | Dyftongi |
| Przednie       | Przednie   | Centralne  | Centralne  | Tylne      | Tylne      |            | Dyftongi | Dyftongi |
| krótkie        | długie     | krótkie    | długie     | krótkie    | długie     | z i        | z u      |          |
| -------------- | ---------- | ---------- | ---------- | ---------- | ---------- | ---------- | -------- | -------- |
| Przymknięte    | i (i)      | iː (í)     |            |            | u (u)      | uː (ú)     | ui (ui)  | iu (iu)  |
| Półprzymknięte |            | eː (é)     |            |            |            | oː (ó)     |          |          |
| Półotwarte     | ɛ (e)      |            |            |            | ɔ (o)      |            | ɔi (oi)  | ɛu (eu)  |
| Otwarte        |            |            | a (a)      | aː (á)     |            |            | ai (ai)  | au (au)  |

Łączliwość samogłosek podlega mniejszym ograniczeniom, niż spółgłosek, jednak samogłoski długie nie pojawiają się przed grupami spółgłosek. W dialekcie Ñoldorów na wygnaniu są również nieobecne w wygłosie (z wyjątkiem wyrazów jednosylabowych), ponieważ uległy skróceniu. Ponadto w rozziewie nie są tolerowane wszystkie zestawienia samogłosek; niektóre ulegają procesowi koalescencji do samogłosek długich lub dyftongów (np. *ao przeszło w ó).

### Akcent
Zagadnienie akcentu w quenyi obejmuje zarówno natężenie, jak i wysokość wymawiania dźwięku. Istnieją dwa rodzaje akcentu rozróżnione według intonacji: akcent większy, gdzie głos się wznosi, i akcent mniejszy, gdzie głos opada. Miejsca, w których pada który z nich, są przewidywalne. Akcent większy i mniejszy uzupełniają się (nie są w opozycji), tak więc quenya nie jest językiem tonalnym.
Miejsce padania akcentu większego określają zasady porównywalne z łacińskimi. Słowa dwusylabowe są akcentowane na pierwszą sylabę, a w dłuższych wyrazach akcent zależy od wagi przedostatniej sylaby:
- jeżeli jest długa (zawiera długą samogłoskę, dyftong, krótką samogłoskę poprzedzającą grupę spółgłosek lub geminatę), akcent pada na nią (jest paroksytoniczny), np.: Elentári, Anairë, Isildur, Oiolossë;
- jeżeli jest krótka, akcent pada na sylabę trzecią od końca (jest proparoksytoniczny), np. Oromë, Eldamar, Valinor, Anárion.

Akcent mniejszy pada zwykle na pierwszą sylabę, chyba że jest krótka i po niej następuje sylaba z akcentem większym, albo kiedy na nią samą pada akcent większy. Do tego dochodzi akcent poboczny w wygłosie wyrazów proparoksytonicznych.
Istnieją także wyrazy nieakcentowane (jak np. rodzajnik i), które funkcjonują jako klityki.

### Pisownia

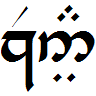
Wyraz quenya zapisany tengwarem

Według „wewnętrznej” historii mitologii Tolkiena quenya była pierwszym językiem pisanym. Posługiwano się dwoma systemami pisma: starszym sarati autorstwa Rúmila oraz młodszym tengwarem, opracowanym przez Fëanora. Drugi system był bardziej powszechny i to on został przeniesiony na kontynent Śródziemia przez ñoldorskich wygnańców.
Zapis alfabetem łacińskim dokładnie dopasowuje każdą głoskę do grafemu i pozwala na wywnioskowanie wymowy. Istnieje jednak pewna liczba wariantów graficznych i specyficznych przypadków:
- przez długi czas Tolkien pisał k, q, ks na oznaczenie [k], [kʷ] i [ks], aby następnie zlatynizować ortografię do odpowiednio: c, qu i x; ta nowsza wersja wystąpiła we Władcy Pierścieni. Późniejsze wersje zawierały jednak k i ks;
- spółgłoska θ była zapisywana jako th lub þ – bez rozróżnienia;
- spółgłoska ŋ jest zapisywana jako ñ wtedy, gdy występuje samodzielnie, w pozostałych przypadkach jako n (nie sugeruje wtedy dwuznaczności, gdyż obowiązują ścisłe zasady fonotaktyczne omówione powyżej);
- litera h odpowiada nagłosowej h, lecz interwokalicznej x[j]. Grupa ht po samogłoskach a, o oraz u odpowiada [xt], natomiast po e oraz i odpowiada [çt] – to samo odnosi się do grupy hty;
- samogłoski długie bywają oznaczone makronem zamiast akcentem ostrym;
- Tolkien często wykorzystywał dierezę (szczególnie widoczne jest to w tekstach opublikowanych za jego życia) dla sprecyzowania, które samogłoski tworzą rozziew, oraz nad wygłosowym e dla zaznaczenia, że nie jest nieme – praktykował to jednak wyłącznie dla wygody, stąd diereza nie jest konieczna i nie występuje w każdym przypadku.

## Gramatyka
Zgodnie z typologią morfologiczną quenya jest językiem syntetycznym, co oznacza, że morfemy pojawiają się najczęściej w słowach o złożonej strukturze. Quenya jest zbliżona do języków aglutynacyjnych tym, że bez żadnych zmian wiąże morfemy, z których każdy zawiera niezależną treść: świadczą o tym wyrazy typu súmaryasse „w jego głębi” (súma-rya-sse „głąb-jego-końcówka miejscownika”) czy laituvalmet „będziemy ich chwalili” (lait-uva-lme-t „chwalić-cecha czasu przyszłego-my-ich”). Granice między morfemami dość często podlegają jednak różnorodnym procesom fonetycznym; quenya zna także zjawisko fleksji wewnętrznej (wydłużenie samogłosek lub spółgłosek radykalnych, dodanie wrostka), która modyfikuje strukturę rdzenia, na różne sposoby zmieniając jego znaczenie. Z tych względów quenya jest zaliczana do języków fleksyjnych.
W tekście poniżej kratka (#) poprzedza słowo występujące w tekstach Tolkiena, lecz niesamodzielnie – połączone z innymi elementami. Asterysk (*) poprzedza formę zrekonstruowaną.

### Rzeczownik
Rzeczowniki w quenyi odmieniają się przez liczby i przypadki. Nie istnieje rodzaj gramatyczny, lecz rozróżnienie płci można wyrazić doborem słownictwa (np. melindo „kochanek” i melisse „kochanka”).
W quenyi istnieją cztery liczby:
- pojedyncza, której nie tworzy się dodaniem żadnego morfemu (cirya „statek”);
- podwójna, początkowo oznaczająca dwie rzeczy[k] (ciryat „dwa statki”), później dla naturalnych par; charakterystyczne dla niej są końcówki -u oraz -t[88];
- mnoga, oznaczająca cały gatunek desygnatów lub komplet ([i] ciryar „[konkretne] statki”); charakterystyczne dla niej są końcówki -r, -i oraz -n;
- mnoga cząstkowa, oznaczająca podzbiór gatunku desygnatów lub podkreślająca wielość (ciryali „statki”, „wiele statków”); charakterystyczna dla niej jest końcówka -li[89].

Wydaje się, że z czasem Tolkien zmienił rozróżnienie między dwoma liczbami mnogimi: częste początkowe formy na -li przeszły w późniejsze -r (i tak starsza nazwa Noldoli została zastąpiona przez Ñoldor).
Deklinacja zmieniała się z czasem pod względem liczby i form przypadków. W latach 60. Tolkien wyliczył dziesięć przypadków:
- mianownik, oznaczający podmiot, używany też w formie domyślnej; nie tworzy się go dodaniem żadnego morfemu;
- biernik, oznaczający dopełnienie bliższe, w dialekcie Ñoldorów na wygnaniu zanikł, zastąpiony przez mianownik;
- dopełniacz, oznaczający pochodzenie, część całości;
- possessivus, oznaczający posiadanie;
- celownik, oznaczający dopełnienie dalsze;
- narzędnik, oznaczający narzędzie, środek;
- allatyw, oznaczający ruch desygnatu w kierunku określonego obiektu;
- miejscownik, oznaczający miejsce, w którym znajduje się desygnat;
- ablatyw, oznaczający oddalanie się desygnatu od określonego obiektu;
- nienazwany przypadek, rzadko występujący, o mało znanej funkcji[m].

Przykład odmiany wyrazów cirya „statek” oraz lasse „liść” w ośmiu dobrze opisanych przypadkach, w dialekcie Ñoldorów na wygnaniu. Podano także niektóre formy starszego biernika oraz przypadka nieopisanego:
| Przypadek    | Liczba pojedyncza | Liczba podwójna | Liczba mnoga          | Liczba mnoga cząstkowa |
| ------------ | ----------------- | --------------- | --------------------- | ---------------------- |
| Mianownik    | cirya             | ciryat          | ciryar                | ciryali                |
| Biernik      | ciryá             | ciryat          | ciryai                | ciryalí                |
| Dopełniacz   | ciryo             | ciryato         | ciryaron              | ciryalion              |
| Possesivus   | ciryava           | ciryatwa        | ciryaiva              | ciryalíva              |
| Celownik     | ciryan            | ciryant         | ciryain               | ciryalin               |
| Narzędnik    | ciryanen          | ciryanten       | ciryainen             | ciryalínen             |
| Allatyw      | ciryanna          | ciryanta        | ciryannar             | ciryalinna(r)          |
| Miejscownik  | ciryasse          | ciryatse        | ciryassen             | ciryalisse(n)          |
| Ablatyw      | ciryallo          | ciryalto        | ciryallon / ciryallor | ciryalillo(r)          |
| (nieopisany) | ciryas            | ciryates        | ciryais               | ciryalis               |

| Przypadek    | Liczba pojedyncza | Liczba podwójna | Liczba mnoga          | Liczba mnoga cząstkowa |
| ------------ | ----------------- | --------------- | --------------------- | ---------------------- |
| Mianownik    | lasse             | lasset          | lassi                 | lasseli                |
| Biernik      | lassé             | lasset          | lassí                 | lasseli                |
| Dopełniacz   | lasseo            | lasseto         | lassion               | lasselion              |
| Possesivus   | lasseva           | lassetwa        | *lassiva              | lasselíva              |
| Celownik     | lassen            | lassent         | lassin                | lasselin               |
| Narzędnik    | lassenen          | lassenten       | lassinen              | lasselínen             |
| Allatyw      | lassenna          | lassenta        | lassennar             | lasselinna(r)          |
| Miejscownik  | lassesse          | lassetse        | lassessen             | lasselisse(n)          |
| Ablatyw      | lassello          | lasselto        | lassellon / lassellor | lasselillo(n)          |
| (nieopisany) | lasses            | lassetes        | lassis                | lasselis               |

W odróżnieniu od łaciny i greki, a w podobieństwie do fińskiego, końcówki przypadków są podobne we wszystkich liczbach i odmienianych wyrazach, bez względu na temat tych ostatnich. Wyjątkowo liczba mnoga ma dla mianownika dwie końcówki (-i w tematach zakończonych na spółgłoskę lub pojedyncze, krótkie [e] oraz -r w pozostałych tematach, np. l.poj. cirya i l.mn. ciryar, ale Atan „człowiek” i l.mn. Atani „ludzie”), a liczba podwójna jest tworzona przez dodanie końcówki -u, jeśli w temacie występują [t] lub [d] – w pozostałych przypadkach dodaje się -t (np. cirya i l.pd. ciryat, ale alda „drzewo” i l.pd. Aldu „dwa Drzewa”).
Ponadto występują pewne nieregularności: w niektórych słowach temat, do którego dodaje się końcówki, jest inny, niż rdzeń mianownika w liczbie pojedynczej (np.: m. l.poj. filit „mały ptak” i m. l.mn. filici, m. l.poj. feren „buk” i m. l.mn. ferni, m. l.poj. peltas „oś” i m. l.mn. peltaxi, m. l.poj. ranco „ręka” i m. l.mn. ranqui, m. l.poj. líre „piosenka” i n. l.mn. lírinen). Także procesy fonetyczne mogą zmieniać głoski graniczne między tematem a końcówką (np.: m. l.poj. Númen „Zachód” i msc. l.poj. #Númesse, m. l.poj. Rómen „Zachód” i abl. l.poj. Rómello).

### Przymiotnik
Przymiotniki w quenyi odmieniają się przez liczbę (mają formy liczby pojedynczej i mnogiej). Zakończone są przeważnie na -a, -ea lub -e; rzadziej na spółgłoskę. Tolkien często zmieniał koncepcje tworzenia form liczby mnogiej, wahając się między dodawaniem końcówki -r (tak, jak u rzeczowników) a innymi formami. W dalszym rozwoju „zewnętrznym” języka przymiotniki otrzymały formy: w liczbie pojedynczej -a, -ea odpowiednio -e oraz -ie, a -e i zakończone spółgłoską – -i.
Przymiotniki mogły mieć znaczenie rzeczownikowe; odmieniały się wtedy tak, jak rzeczowniki (otrzymywały rzeczownikowe końcówki liczby i przypadku). W ten sposób funkcjonują niektóre nazwy własne z mitologii Śródziemia: Vanyar „Piękni”, Sindar „Szarzy”, Fírimar „Śmiertelni”. Także słowo quenya jest przymiotnikiem o rzeczownikowym znaczeniu: „elficki”.
Quenya zna także stopniowanie przymiotników, lecz Tolkien przyjmował różne koncepcje co do sposobu tworzenia stopni. Początkowo ustalił, że stopień wyższy i niższy były wyrażane za pomocą przyrostków, stopień najwyższy i najniższy – za pomocą rodzajnika, zaś zgrubienia i zdrobnienia – za pomocą różnorodnych przedrostków, przyrostków i partykuł. Później zwrócił się ku prostszemu systemowi opartemu na przedrostkach: np. calima „jasny” ma stopień wyższy ancalima „jaśniejszy” i najwyższy arcalima „najjaśniejszy”.

### Zrostki osobowe

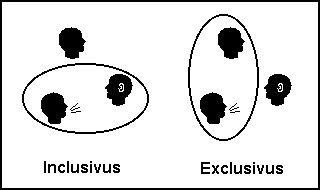
Ilustracja dwóch quenejskich „my”: w pierwszym przypadku odbiorca komunikatu zalicza się do pojęcia „my” użytego przez osobę mówiącą, w drugim zaś nie.

W quenyi osobę wyraża się najczęściej zastosowaniem odpowiednich zrostków, chociaż istnieje także kilka form zaimków osobowych. System jest dość złożony: rozróżnia trzy liczby (pojedynczą, podwójną i mnogą), inclusivus i exclusivus (tylko w przypadku pierwszej osoby liczby podwójnej i mnogiej) oraz formę grzecznościową i potoczną drugiej osoby liczby pojedynczej. Jakkolwiek te rozróżnienia były dość stabilne, Tolkien często zmieniał brzmienie zrostków, jakimi były wyrażane – szczególnie zrostek pierwszej i drugiej osoby liczby podwójnej i mnogiej. Tytułem zilustrowania podano niżej tabelę łączącą informacje z dwóch źródeł napisanych ok. 1968–1969 roku, nie są to więc dane reprezentatywne dla całego rozwoju „zewnętrznego” quenyi.
| Osoba                   | Wariant                 | Zrostek osobowy        | Zaimek osobowy | Zrostek dzierżawczy |
| ----------------------- | ----------------------- | ---------------------- | -------------- | ------------------- |
| 1. os. l.poj.           | 1. os. l.poj.           | -nye, -n               | ní             | -(i)nya             |
| 2. os. l.poj.           | potoczny                | -tye                   | tyé            | -tya                |
| 2. os. l.poj.           | grzecznościowy          | -lye, -l               | lyé            | -lya                |
| 3. os. l.poj.           | 3. os. l.poj.           | -se, -s                | sé sá          | -rya (< -zya)       |
| forma bezosobowa l.poj. | forma bezosobowa l.poj. | –                      | –              | -ya                 |
| 1. os. l.mn.            | inclusivus              | -lve (< -lwe)          | vé (< wé)      | -lva (< -lwa)       |
| 1. os. l.mn.            | exclusivus              | -lme                   | mé             | -lma                |
| 2. os. l.mn.            | 2. os. l.mn.            | -lde                   | lé             | -lda                |
| 3. os. l.mn.            | 3. os. l.mn.            | -lte / -nte            | té             | -lta / -ntya        |
| forma bezosobowa l.mn.  | forma bezosobowa l.mn.  | -r                     | –              | -rya                |
| 1. os. l.pd.            | inclusivus              | -ngwe / -ince / -inque | wet            | -ngwa               |
| 1. os. l.pd.            | exclusivus              | -mme                   | met            | -mma                |
| 2. os. l.pd.            | 2. os. l.pd.            | -ste                   | tyet / let     | -sta                |
| 3. os. l.pd.            | 3. os. l.pd.            | -ste / -tte, -t        | tú             | -sta                |
| forma bezosobowa l.pd.  | forma bezosobowa l.pd.  | -t                     | –              | -twa                |

Zrostki osobowe dodawane są do odmienionego czasownika i określają podmiot (maruvan „pozostanę”, firuvamme „umrzemy”); rzadziej dopełnienie, jeśli podmiot jest już inaczej wyrażony (emme apsenet „przebaczamy im”). Zrostek oznaczający dopełnienie może pojawić się po zrostku oznaczającym podmiot (utúvie|nye|s „znalazł|em | to” laituva|lme|t „chwalili będzie|my | ich”). Zrostki bezosobowe są wykorzystywane, kiedy podmiot jest już wyrażony rzeczownikiem lub niezależnym zaimkiem osobowym (z efektem emfatycznym), np. przeciwieństwo między hiruvalye a elye hiruva wyrażających w grzecznościowej formie II os. l.poj. „Pan(i) znajdzie”.
Zrostki dzierżawcze dodawane są do rzeczowników przed końcówkami fleksyjnymi: tie|lya|nna dosł. „drodze | twojej | na”, súma|rya|sse „głębi | jego | w”. Tolkien w międzyczasie kilkakrotnie zmieniał szyk.
Zasadniczo te końcówki dodaje się też do specjalnej formy bezokolicznika; można w ten sposób określić dopełnienie zrostkiem osobowym (karitas „zrobić to”), podmiot zrostkiem dzierżawczym (karita|lya „twoje robienie”, dosłownie „robić | twoje”) i połączyć te możliwości (karita|lya|s „twoje robienie tego”, dosłownie „robić | twoje | to”).

### Czasownik
Zasadniczo czasowniki w quenyi dzielą się na dwie grupy: czasowniki „mocne” lub „podstawowe” składające się z samego rdzenia, zakończonego najczęściej spółgłoską (np. car- „robić”, cen- „widzieć”, not- „liczyć”, sil- „błyszczeć”, #tuv- „znajdywać”) i „słabe” lub „pochodne” zakończone na -a (np. anta- „dawać”, harna- „ranić”, ora- „skłaniać [do czegoś]”, tulta- „zwoływać, przyzywać”, ulya- „nalewać, lać się”).
Istnieje możliwość nadania niektórym czasownikom cech częstotliwościowych, zarówno dla podkreślenia długości wykonywania czynności, jak i osłabienia znaczenia zakończenia wykonywania czynności, przez reduplikację części lub całości rdzenia: fir- „umierać, zacierać się” → fifíru- „blaknąć”, talta- „upadać, ześlizgiwać się” → taltatalta- „opadać”.
Odmiany czasowników dokonuje się przez zastosowanie poniższych końcówek, oznaczających głównie czas; często występują przy tym różnorodne zmiany rdzenia (wzdłużenie samogłoski rdzenia, dodanie wrostka, np. spółgłoski nosowej, przedrostka, np. augmentu identycznego z samogłoską rdzenia):
- aoryst opisuje proces bez związku z czasem, w którym ma miejsce, często przyjmuje znaczenie teraźniejsze („czas zerowy”);
- czas teraźniejszy opisuje proces trwający;
- czas przeszły opisuje proces zakończony;
- perfectum opisuje proces zakończony i podkreśla jego związek z teraźniejszością;
- czas przyszły opisuje proces, który ma nastąpić po teraźniejszości.

Koniugacja w quenyi nie przewiduje odmiany przez liczby i osoby, które to są wyrażane dodaniem zrostków osobowych. Kiedy podmiot jest wyrażony rzeczownikiem lub niezależnym zaimkiem osobowym, czasownik przyjmuje końcówki zwane bezosobowymi, które oznaczają wyłącznie liczbę (formant zerowy w liczbie pojedynczej, -t w podwójnej i -r w mnogiej).
Przykład koniugacji w Wysokiej Mowie:
|              | Czasowniki „mocne” | Czasowniki „mocne” | Czasowniki „mocne” | Czasowniki „mocne”   | Czasowniki „słabe” | Czasowniki „słabe” | Czasowniki „słabe”           | Czasowniki „słabe” |
| ------------ | ------------------ | ------------------ | ------------------ | -------------------- | ------------------ | ------------------ | ---------------------------- | ------------------ |
| Rdzeń        | tul- „przybywać”   | quet- „mówić”      | kes- „badać”       | talt- „pochylać się” | henta- „dociekać”  | ista- „wiedzieć”   | nahta- „ograniczać, uciskać” | melya- „kochać”    |
| Aoryst       | tule               | quete              | kese               | #talte               | henta              | ista               | nahta                        | melya              |
| Teraźniejszy | * túla             | quéta              | * késa             | talta                | hentea             | istea              | nahtea                       | melyea             |
| Przeszły     | túle               | quente             | kense              | talante              | hentane            | sinte              | nakante                      | melenye            |
| Perfectum    | #utúlie            | * equétie          | * ekésie           | ataltie              | ehentanie          | isintie, ísie      | anaktane, anahtie            | emélie             |
| Przyszły     | tuluva             | * quetuva          | * kesuva           | * taltuva            | hentuva            | istuva, isuva      | nahtuva, nakuva              | meluva             |

Tryby są wyrażane zastosowaniem partykuł:
- rozkazujący – a lub á (np. a laita te „chwalmy ich”, á hyame rámen „módl się za nami”);
- optativus – na lub nai (np. na aire esselya „święć się imię twoje”, nai tiruvantes „oby go/jej strzegli”);
- potencjalny – ké (np. alaisaila ké nauva „byłoby to nierozsądne”).

Dodatkowo istnieje kilka źródeł form wyrażających cel, mogących być rodzajem trybu łączącego.
Czasowniki quenejskie mają także formy:
- dwóch bezokoliczników, krótkiego i długiego (np. kar- „robić” → krótki kare, długi karita); długi umożliwia dodanie zrostków oznaczających podmiot i dopełnienie;
- odmienianego gerundivum (np. enyal- „wspominać, upamiętniać” → w celowniku enyalien, enyal|ie|n, „ku upamiętnieniu”);
- ponadto imiesłowy: -la teraźniejszy czynny (np. falasta- „pienić się” → falastala „pieniący się”[63]), -(i)na przeszły bierny (np. ruc- „bać się” → rúcina „przestraszony”[63]); -nwa przeszły bierny czasowników przechodnich (np. kar- „robić” → karinwa „zrobiony”[102]), ale czynny nieprzechodnich (np. auta- „odchodzić” → vanwa „*wyszły”[103]).

### Składnia
Syntaktyka języków Tolkiena jest najmniej znana spośród wszystkich działów językoznawstwa Śródziemia, a to z powodu liczby tekstów, na podstawie których można ją badać. W dużej mierze są to wiersze, o zmienionej składni, wymuszonej przez metrum. Mimo to gramatyka quenyi jest najlepiej opisana spośród języków Tolkiena i jej składnia jest przynajmniej częściowo opisana.
Szyk wyrazów wydaje się być względnie swobodny. W jednym z tekstów Tolkien wskazał, że pierwotnie preferowany był szyk VSO, który następnie ewoluował do SVO.
W wyrażeniu rzeczownikowym występuje rodzajnik określony i, poprzedzający rzeczownik, do którego się odnosi. Z powodu bogactwa zaimków wskazujących (sina oznaczający bliskość, tana, enta i yana oznaczające różny stopień oddalenia) nie występują rodzajniki nieokreślony i cząstkowy. Zastosowanie zaimków wskazujących nie jest dobrze znane; źródło z późnego okresu „historii zewnętrznej” umieszcza je po rzeczowniku, do którego się odnoszą: vanda sina „przysięga ta”. W epitecie przymiotnik przyjmuje liczbę rzeczownika, do którego się odnosi (jednocześnie istnieją przykłady niespełniające tej zasady), a stoi przed lub za rzeczownikiem. Funkcje wyrażeń rzeczownikowych są w większości określane przez przypadki, ale również przez różnorodne przyimki (np. mi oromardi „w wysokich salach”) i postpozycje (np. Andúne pella „zachodem poza”). Kiedy zestawione rzeczowniki występują w tym samym przypadku, tylko ostatni przyjmuje końcówkę przypadka, pozostałe zaś mają formant zerowy; zostają w domyślnym mianowniku (Namna Finwe Míriello „prawo Finwego i Míriel”, gdzie tylko Míriel jest w dopełniaczu). Tak samo przymiotnik może przyjąć końcówkę przypadka rzeczownika (np. isilme ilcalasse „w lśniącym świetle księżyca”), a ta ostatnia może pozostać przy rzeczowniku (np. ondolisse morne „w wielu czarnych skałach”).
Quenya przewiduje różne sposoby określenia dopełnienia rzeczownikowego: oprócz rozróżnienia między possessivusem (podkreślającym przynależność: róma Oromeva „róg Oromego [który Orome posiada]”) a dopełniaczem (podkreślającym pochodzenie: róma Oromeo „róg Oromego [który Orome wykonał]”), można też wykorzystać różnicę w kolejności wyrazów (Orome róma a róma Orome) lub dodać zrostek dzierżawczy do obiektu „posiadanego” (koa|rya Olwe „dom Olwego”, dosł. „dom|jego Olwe”).
W późniejszej fazie „zewnętrznego” rozwoju quenya wyróżnia dwa czasowniki oznaczające „być”: ea oznacza istnienie lub pozycję (i Eru i or ilye mahalmar ea „Ten, który jest ponad wszelkimi tronami na wieczność”), podczas gdy ná jest spójką (Sí vanwa ná (…) Valimar! „stracony jest (…) Valimar”). Obydwa są prawdopodobnie opuszczane, gdy występuje wyrażenie rzeczownikowe (i Héru aselye „Pan z Tobą”, Eldar attaformaiti „Eldarowie oburęczni”). W starszych fazach „zewnętrznego” rozwoju Tolkien używał innych form.
Tolkien kilkakrotnie zmieniał koncepcję negacji, która pojawia się częściowo w formie różnorodnych przedrostków lub partykuł, a częściowo w formie negatywnych czasowników posiłkowych, do których dodaje się zrostki osobowe: uan care, carne, cára, caruva („nie robię”, „nie zrobiłem”, „nie robię [właśnie teraz]”, „nie zrobię”). Quenya wydaje się rozróżniać rodzaje negacji. Różnica jest dobrze widoczna między następującymi przedrostkami: ala- wyraża przeciwieństwo (alasaila „niemądry”), ava- – odmowę (avaquétima „co nie powinno być powiedziane”), a ú- – niemożliwość (úquétima „niewypowiedziany”). Istnieje także wiele innych rodzajów negacji, wyrażanych samodzielnymi słowami. Tolkien rozróżnia np. uan caruva („nie zrobię [ponieważ znam przyszłość]”) i ván caruva („nie zrobię [ponieważ nie mam takiej intencji]”).
Tworzenie pytań nie jest dobrze opisane; mimo to znamy kilka zaimków pytających, zaczynających się na ma-: man „kto”, mana „co”, manen „jak”.
Znamy wiele spójników, lecz ich formy są raczej niestabilne. Spójniki współrzędne to m.in.: ar(e) „i”, hya „lub”, sin, tá „więc”, mal „ale”, ná(n) „aczkolwiek”, ananta „jednak”, potai, epetai lub etta „dlatego”, ve „jak również”. Podrzędne to m.in.: an, pan „ponieważ”, i „aby”, ké lub qui „jeżeli”, írë lub yá „kiedy”, ve „tak jak”. Zdanie podrzędne względne jest także znane, wprowadzane jest albo przez partykułę i, podobną do rodzajnika (por. i or ilye mahalmar ea „Ten, który jest ponad wszelkimi tronami na wieczność”), albo przez odmienny zaimek względny, rozróżniający rzeczowniki osobowe (ye, w l.mn. i, np. yello / illon camnelyes „od którego / których je otrzymaliście”) i nieosobowe (ya, np. yassen tintilar i eleni „w których gwiazdy migoczą”).

## Słownictwo

### Słowotwórstwo
Słownictwo quenyi zawiera wiele wyrazów utworzonych poprzez fleksję wewnętrzną na podstawie pierwiastków ze starszych „wewnętrznie” języków elfickich. Odbywa się to m.in. poprzez:
- prefiksację samogłoski rdzenia, np. estel „nadzieja” od stel „trwać mocno”, Isil „Księżyc” od thil „blask”;
- prefiksację samogłoski rdzenia połączoną z jej usunięciem z tematu, np. anca „szczęka” od nak „gryźć”, ohta „wojna” od kot „kłócić się”;
- wzdłużenie samogłoski rdzenia, np. síre „rzeka” od sir „płynąć”, cáno „dowódca” od kan „przewodzić za sobą”;
- dodanie wrostka a, np. taura „znaczny”, „wpływowy” od tur „kontrolować, dominować”, maica „ostry”, „przenikliwy” od mik „wiercić”, „przeszywać”;
- dodanie wrostka i, np. maita „głodny” od mat „jeść”, soica „spragniony” od sok „żłopać”;
- dodanie spółgłoski nosowej jako wrostka, np. lanca „gardło” od lak „połykać”, ronyo „ogar” od roy „polować”;
- podwojenie spółgłoski, np. rocco „koń” od rok „koń”, quetta „słowo” od kwet „mówić”
- dodanie samogłoski zwartej dźwięcznej po nosowej lub płynnej, np. culda „czerwono-złoty”, „opalenizna” od kul „złoty”, rimba „częsty”, „liczny” od rim „wiele”.

Derywacja polega zarówno na dodawaniu przedrostków (np. esse „imię” i epesse „przydomek”, mar- „zostawać” i temar „trwać”, vanimo „[ktoś] piękny” i úvanimo „potwór”), jak i przyrostków (np. alcar „świetność” i alcarinqua „wspaniała”, cirya „statek” i ciryamo „marynarz”, tul- „przybywać” i tulta- „wzywać”), które to zjawiska mogą wystąpić łącznie, jako parasynteza (np. lasse „liść” i oiolassie „listowie”, tul- „przybywać” i entulesse „powrót”).
Często występuje także tworzenie złożeń, w szczególności z nazw własnych. Kolejność elementów może być różna:
- najczęściej wyraz określający występuje przed określanym, np. menel „niebo”, tarma „kolumna” i Meneltarma „Kolumna niebios”, alqua „łabędź”, londe „port” i Alqualonde „Łabędzia przystań”;
- występuje jednak, choć dużo rzadziej, szyk odwrotny, np. fea „duch”, nár „ogień” i Feanáro „Duch ognisty”, heru „władca”, númen „zachód” i Herunúmen „Władca Zachodu”.

Drugi element wyrazów złożonych często podlega abrewiacji; niektóre wyrazy są znane z występowania w złożeniach, np. nildo skracany do -(n)dil „przyjaciel”, „miłośnik” (Eärendil „Miłośnik morza”), -(n)dur „sługa” (Isildur „oddany Księżycowi”; niezależna forma leksykalna nieznana), nóre skracany do -nor „kraj” (Númenor „kraj na Zachodzie”), osto skracany do -os „forteca”, „miasto” (Formenos „Forteca Północy”).

### Związki z innymi językami

#### Związki „zewnętrzne”
Zasadniczo Tolkien nie zapożyczał do quenyi słów wprost z języków naturalnych. Jedynym wyjątkiem jest imię Eärendila, zaczerpnięte ze staroangielskiego tekstu autorstwa Cynewulfa.

Większość nazw została skonstruowana na podstawie dawniej istniejących języków i tam, gdzie powstałe w ten sposób nazwy mają możliwe do zanalizowania znaczenie (…), odnosi się ono wyłącznie do powieści, w której występują. „Źródło”, jeśli w ogóle takowe istniało, dostarczyło wyłącznie sekwencji brzmień (lub sugestii do jej powstania) i jego waga jest całkowicie bez znaczenia, oprócz kwestii Eärendila (…)
zestawianie przypadkowych podobieństw między imionami utworzonymi w „językach elfów” i słowami istniejącymi w zewnętrznych, „prawdziwych” językach, jest jałowe (…).

W tym samym liście Tolkien podał jako przykład imię Saurona, wywodzące się od starszego elfickiego *θaurond- i przymiotnikowego *θaurā, z rdzenia thaw- („wstrętny”, „obrzydliwy”), niezwiązane z gr. σαύρα, „jaszczurka”. W innym liście odniósł się do nazwy Númenor („kraj na Zachodzie”), podobnej do Kantowskiego νούμενον (noumenon).
W słownictwie quenyi jest jednak widoczny pewien wpływ języka fińskiego. Kilka słów takich jak tul- („przybywać”) czy anta- („dawać”) ma wyraźnie fińskie pochodzenie. T.A. Shippey przytacza imiona Ilúvatara i Ulma, podobne do Ilmatar i Ilma z Kalevali oraz nazwę Valar – „Valarowie (…) zgodzili się, by ich władza była «związana» ze światem, a vala w języku fińskim znaczy właśnie «wiązać»”.
Pewna grupa słów wyglądających na zapożyczenia jest w istocie przypadkowo podobna, np. qya. cirya („statek”) – wyraz pochodzący od pierwotnego elfickiego rdzenia kir- – i kirja (fiń. „książka”). Niezależne są też qya. aure „dzień” – pochodzący od rdzenia ur- – i łac. aurora („brzask”, „jutrzenka”). Związki z językami germańskimi są raczej widoczne w gramatyce (końcówka mianownika liczby pojedynczej, -r, pochodzi z języków skandynawskich), niż w słownictwie, gdzie np. Arda („Ziemia”) przypomina niem. Erde i hol. Aarde (także „Ziemia”), lecz pochodzi od pierwotnego elfickiego gar-.
Według Toma DuBois i Scotta Mellora sama nazwa quenya może być powiązana z nazwą języka kven, blisko powiązanego z fińskim, jednak Tolkien nigdy o tym nie wzmiankował.

#### Związki „wewnętrzne”
Słownictwo quenyi zostało zaprojektowane przez Tolkiena w sposób pseudohistoryczny, od rdzeni wspólnych dla wszystkich języków elfickich, od których utworzył także słownictwo sindarinu. Mimo to pokrewieństwo słów jest często mało widoczne ze względu na liczne procesy fonetyczne obecne w „wewnętrznych” fazach rozwoju obydwu języków. Z drugiej strony autor dał odczuć związki historii „wewnętrznej” wprowadzając różnice semantyczne słów pochodnych i pierwotnych. Oto wachlarz możliwości:
- pokrewieństwo jest widoczne między identycznymi lub tylko trochę odmiennymi słowami dwóch języków: qya. aran / sin. aran „król”, qya. curwe / sin. curu „talent, umiejętność”, qya. osto / sin. ost „forteca”, „miasto”, qya. taure / sin. taur „las”, qya. tir- / sin. tir- „patrzeć”, „obserwować”;
- niektóre związki są dużo mniej widoczne: qya. umbar / sin. amarth „los”, qya. tyelpe[s] / sin. celeb „srebro [metal]”, qya. lóme / sin. dû „noc”, „mrok”, qya. alda / sin. galadh „drzewo”, qya. quet- / sin. ped- „mówić”;
- część słów oddaliła się od siebie pod względem znaczeniowym: qya. #arata „egzaltowany”, „najlepszy” / sin. arod „szlachetny”, „prawy”, qya. calina „jasny”, „błyszczący” / sin. calen „zielony”, qya. áya „pełen szacunku strach” / sin. goe „strach, terror”, qya. ñóle „głęboka wiedza”, „długie studia”, „nauka” / sin. gûl „czarnoksięstwo”, qya. orto „szczyt góry” / sin. orod „góra”;
- dość często rdzeń jest ten sam, jednak słowa podległy odmiennym przekształceniom słowotwórczym: qya. aranie / sin. arnad „królowanie”, qya. formen / sin. forod „północ”. Niektóre słowa sindarińskie zawierają morfemy nieobecne w quenyi: qya. cala / sin. calad „światło”, qya. istar / sin. ithron „mędrzec”, „czarodziej”, qya. cuivie / sin. echui „przebudzenie”;
- w końcu niektóre desygnaty są nazwane niespokrewnionymi nazwami: qya. hilya- / sin. aphad- „śledzić”, „obserwować”, qya. alta / sin. beleg „potężny”, qya. laita- / sin. egleria „chwalić”, qya. esse / sin. eneth „imię”, qya. lie / sin. gwaith „lud”.

W późniejszej fazie „wewnętrznego” rozwoju języków, w okresie wygnania Ñoldorów, odżyły kontakty mówionej quenyi i sindarinu i zaowocowały obustronnymi zapożyczeniami językowymi:
- z quenyi do sindarinu, np. sin. tegil od qya. tecil „pióro [do pisania]”
- do quenyi z sindarinu, np. qya. certa od sin. certh „runa”

Można stwierdzić dużą liczbę kalek, szczególnie w onomastyce. Wiele imion i nazw geograficznych, mających swoje odpowiedniki zarówno w quenyi, jak i sindarinie, zachowuje mniej więcej to samo znaczenie (qya. Altariel / sin. Galadriel „Dziewczyna uwieńczona promieniami”).
Na quenyę używaną w Amanie, przez elfów utrzymujących kontakty z Ainurami (Valarami i Majarami), miał wpływ język Valarów, valarin; w ten sposób pewien zbiór słów valarinu został przejęty przez quenyę, nie bez dostosowania do elfickiej fonetyki, np. wyrazy indil „lilia”, „duży pojedynczy kwiat”, mahalma „tron”, miruvóre „kordiał”, „miód pitny” pochodzą od valarińskich iniðil, maχallām, mirubhōzē-. Także niektóre nazwy własne mają rdzeń valariński, np. Ainu (val. ayanûz), imiona Valarów Aulë (val. Aȝûlêz), Manwë (val. Mânawenûz), Oromë (val. Arômez), Tulkas (val. Tulukastâz), Ulmo (val. Ulubôz), Majara Ossë (val. Oshoshoai, Oshshai), czy nazwy geograficzne: Máhanaxar (val. Mâchananashkad), Ezellohar (val. Ezellôchâr).
Valarin wpłynął najbardziej na quenyę Vanyarów, którzy zawsze pozostawali w bliskim kontakcie z Valarami. Quenya Vanyarów znała pochodzące z valarinu słowa nasar „czerwony”, ulban „niebieski” i tulka (val. tulukha) „żółty”. quenejskie axan „prawo”, „reguła” pochodziło od val. akashân „[Eru] mówi”. Ñoldorowie przejęli val. athar „święto”, stąd qya. asar. Valarińskie delgûmâ o nieznanym znaczeniu wpłynęło na quenejskie telume, telluma „kopuła”, „nieboskłon”.
Quenya „wygnańcza” była poddana także wpływom innych, niż sindariński, języków kontynentu Śródziemia. Tak np. Casar „krasnolud” pochodził z khuzdûlskiego Khazâd.

### Podstawowe słowa w quenyi i sindarinie
| Słowo       | Tłumaczenie  | Wymowa             | Odpowiednik w sindarinie |
| ----------- | ------------ | ------------------ | ------------------------ |
| „ziemia”    | ambar, cemen | ['ambar], ['kɛmɛn] | amar, ceven              |
| „niebo”     | menel        | ['mɛnɛl]           | menel                    |
| „woda”      | nén          | ['neːn]            | nen                      |
| „ogień”     | nár          | ['naːr]            | naur                     |
| „mężczyzna” | nér          | ['neːr]            | benn                     |
| „kobieta”   | nís          | ['niːs]            | bess                     |
| „jeść”      | mat-         | ['mat-]            | mad-                     |
| „pić”       | suc-         | ['suk-]            | sog-                     |
| „duży”      | alta, halla  | ['alta], ['halːa]  | beleg, daer              |
| „mały”      | pitya, titta | ['pitʲa], ['titːa] | niben, tithen            |
| „noc”       | lóme         | ['loːmɛ]           | dû                       |
| „dzień”     | aure, ré     | ['aurɛ], ['reː]    | aur                      |

## Quenya w kulturze

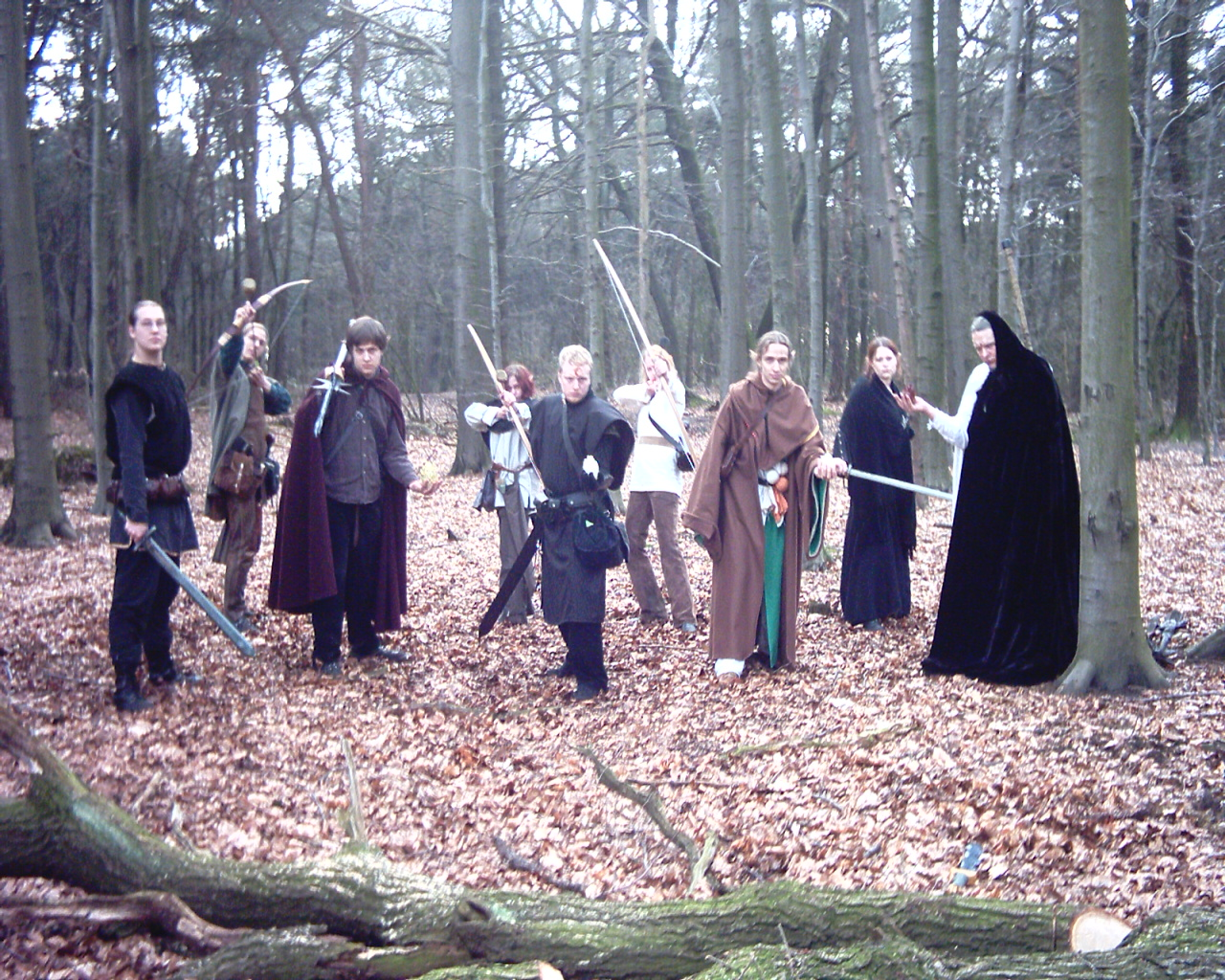
Uczestnicy Live action role-playing

Chociaż niektóre kwestie pozostają niejasne, quenya ma wystarczająco dobrze opracowaną gramatykę i słownictwo, by tworzyć w niej całe zdania. Niektórzy pasjonaci twórczości Tolkiena tworzą teksty w tym języku, korzystając z form mniej lub bardziej hipotetycznych; zjawisko to występuje w fan arcie i fan fiction. Język ten jest nazywany neoquenyą, dla odróżnienia od języka „autentycznego”, używanego przez Tolkiena. Przykłady neoquenyi znajdują się także w ekranizacji Władcy Pierścieni Petera Jacksona, gdzie wykorzystano także własne teksty Tolkiena.
Wykorzystuje się różne metody zapełnienia luk w wiedzy o quenyi. Odmianę rekonstruuje się przez analogię do znanych form, przy uwzględnieniu znanych procesów fonetycznych. Składnię ustala się na podstawie znanych przykładów lub tworzy się kalki szyków znanych z innych języków. Brakujące słownictwo jest dokomponowywane poprzez zastosowanie neologizmów, tworzonych przez derywację na podstawie słów quenejskich, przez przewidywanie form pochodnych od znanych rdzeni innych języków elfickich, lub przez rozszerzanie znaczeń potwierdzonych słów peryfrazami, metaforami czy metonimiami.
Jak cała twórczość fanowska w ogólności, neoquenya jest często krytykowana. Szczególnie za to, że jej twórcy arbitralnie wybierają źródła, na których się opierają, przez co tworzą sztucznie regularny język; za to, że zestawiają bez rozróżnienia formy pochodzące z różnych faz „zewnętrznego” rozwoju quenyi; za uciekanie się do form o niejasnym lub nieprawdopodobnym znaczeniu; za wprowadzanie kalk z języków, którymi się posługują. W końcu przeciwnicy neoquenyi wskazują, że jej autorzy ignorują samego Tolkiena, który nie przewidywał, aby jego języki nadawały się do komunikacji.
Quenya w swojej uproszczonej postaci jest wykorzystywana także przez twórców Live action role-playing.
Ponadto quenya jest przedmiotem rozważań językoznawców. Niektórzy z nich argumentują, że może być ona pojmowana jako przykład szczególnego rodzaju języka sztucznego, który pomaga stworzyć fikcyjny świat. Quenya jest tu porównywana do języka klingońskiego opracowanego przez Marca Okranda. Lawrie Barnes i Chantelle van Heerden stwierdzili, że takie języki „tworzą socjolingwistyczny kontekst, w którym można stworzyć tożsamość grup i jednostek”.